# Fatalna namiętność
Fatalna namiętność (oryginalny tytuł: Red Corner) – film sensacyjny produkcji amerykańskiej z 1997 roku, w reżyserii Jona Avneta. Główne role w filmie zagrali: Bai Ling, Richard Gere oraz Bradley Whitford.

## Opis fabuły
Główny bohater filmu Jack Moore (Richard Gere) jest cenionym, amerykańskim prawnikiem robiącym karierę jako czołowy doradca poważnego koncernu medialnego. Przybywa on do Pekinu, odwiedzając symboliczne miejsca chińskiej stolicy. Nadrzędnym celem, dla którego Moore przybywa do Pekinu, jest podpisanie z przedstawicielami chińskiego rządu bardzo ważnego kontraktu, dotyczącego łączności satelitarnej. Wieczorem w ramach rozrywki syn ministra postanawia pokazać amerykańskiemu gościowi Pekin nocą. Wybierają się do nocnego klubu, gdzie piękne Azjatki prezentują modę. Jedna z modelek Hong Ling (Jessey Meng) wyraźnie zainteresowana przystojnym prawnikiem aranżuje spotkanie. Samotny mężczyzna dość szybko ulega namiętnej piękności i zabiera ją z nocnego klubu wprost do swojej hotelowej sypialni. Pomijając szczegóły upojnej nocy, następny ranek rozpoczyna się dla Moore'a koszmarnie. Wyrwany z błogiego snu, bez słowa zostaje aresztowany pod zarzutem morderstwa. Wszystkie próby wyjaśnienia sytuacji są ignorowane, co gorsze w Chinach za takie przestępstwo skazuje się na śmierć, a wyrok wykonuje po tygodniu. Strona amerykańska okazuje się bezsilna wobec chińskiego prawa, a koledzy, by nie narażać bardzo ważnej umowy, odwracają się od niego. Jako adwokata z urzędu (bo tylko to wchodzi w grę w takiej sytuacji) przydzielono mu niezwykle inteligentną i ogólnie szanowaną, ambitną chińską panią adwokat Shen Yuelin (Bai Ling). Jack szybko pojmuje, że jest ona jedyną osobą, która może mu pomóc, jeśli uwierzy w jego niewinność. Oboje muszą rozwikłać zagadkę do procesu, którego wynik jest z góry przesądzony. Wspólne śledztwo zbliża bohaterów i przyczynia się do rozwikłania tajemnicy. W wyniku tego dochodzenia przeprowadzonego na własną rękę, okazuje się, że Moore został "wrobiony", a wszystkie dowody prowadzą do wysoko postawionych urzędników państwowych.

## Obsada
- Bai Ling - Shen Yuelin
- Richard Gere - Jack Moore
- Bradley Whitford - Bob Ghery
- Byron Mann - Lin Dan
- Peter Donat - David McAndrews
- Robert Stanton - Ed Pratt
- Tsai Chin - Chairman Xu
- James Hong - Lin Shou
- Tzi Ma - Li Cheng
- Ulrich Matschoss - Gerhardt Hoffman
- Richard Venture - Ambasador Reed
- Jessey Meng - Hong Ling
- Roger Yuan - Huan Minglu
- Chi Yu Li - Generał Hong
- Henry O - Prokurator Generał Yang

Film ten w Chinach jest zakazany.